# Liste des monuments historiques protégés en 1903
Cet article recense les monuments historiques français classés en 1903.

## Protections
| Édifice                                             | Commune                 | Département       | Région                     | Protection | Base Mérimée         | Coordonnées                        | Image |
| --------------------------------------------------- | ----------------------- | ----------------- | -------------------------- | ---------- | -------------------- | ---------------------------------- | ----- |
| Église Saint-Georges de Fossoy                      | Fossoy                  | Aisne             | Hauts-de-France            | classé     | Notice no PA00115684 | 49° 02′ 42″ nord, 3° 29′ 07″ est   |       |
| Croix séraphique de Cimiez                          | Nice                    | Alpes-Maritimes   | Provence-Alpes-Côte d'Azur | classé     | Notice no PA00080788 | 43° 42′ 43″ nord, 7° 14′ 18″ est   |       |
| Bornes milliaires de Cruas                          | Cruas                   | Ardèche           | Auvergne-Rhône-Alpes       | classé     | Notice no PA00116699 | 44° 39′ 24″ nord, 4° 45′ 24″ est   |       |
| Borne milliaire de Rochemaure                       | Privas                  | Ardèche           | Auvergne-Rhône-Alpes       | classé     | Notice no PA00116748 | 44° 43′ 21″ nord, 4° 35′ 40″ est   |       |
| Manoir des Tourelles                                | Rumilly-lès-Vaudes      | Aube              | Grand Est                  | classé     | Notice no PA00078213 | 48° 07′ 31″ nord, 4° 11′ 43″ est   |       |
| Église Saint-Étienne-le-Vieux                       | Caen                    | Calvados          | Normandie                  | classé     | Notice no PA00111132 | 49° 11′ 05″ nord, 0° 22′ 11″ ouest |       |
| Château de Brécy                                    | Saint-Gabriel-Brécy     | Calvados          | Normandie                  | classé     | Notice no PA00111666 | 49° 16′ 15″ nord, 0° 34′ 15″ ouest |       |
| Croix romane de Grisy                               | Vendeuvre               | Calvados          | Normandie                  | classé     | Notice no PA00111787 | 49° 00′ 24″ nord, 0° 04′ 58″ ouest |       |
| Église Saint-Jean-Baptiste de La Couronne           | La Couronne             | Charente          | Nouvelle-Aquitaine         | classé     | Notice no PA00104349 | 45° 36′ 35″ nord, 0° 06′ 33″ est   |       |
| Église Saint-Denis de Lichères                      | Lichères                | Charente          | Nouvelle-Aquitaine         | classé     | Notice no PA00104391 | 45° 54′ 15″ nord, 0° 12′ 57″ est   |       |
| Église Saint-André de Ruffec                        | Ruffec                  | Charente          | Nouvelle-Aquitaine         | classé     | Notice no PA00104480 | 46° 02′ 22″ nord, 0° 11′ 57″ est   |       |
| Église Saint-Nicolas de Villognon                   | Villognon               | Charente          | Nouvelle-Aquitaine         | classé     | Notice no PA00104545 | 45° 51′ 39″ nord, 0° 06′ 31″ est   |       |
| Église Notre-Dame de Voulgézac                      | Voulgézac               | Charente          | Nouvelle-Aquitaine         | classé     | Notice no PA00104546 | 45° 30′ 45″ nord, 0° 07′ 33″ est   |       |
| Église Saint-Étienne d'Ars-en-Ré                    | Ars-en-Ré               | Charente-Maritime | Nouvelle-Aquitaine         | classé     | Notice no PA00104599 | 46° 12′ 40″ nord, 1° 30′ 54″ ouest |       |
| Église Saint-Pierre de Landes                       | Landes                  | Charente-Maritime | Nouvelle-Aquitaine         | classé     | Notice no PA00104780 | 45° 59′ 41″ nord, 0° 36′ 01″ ouest |       |
| Église Notre-Dame de Rioux                          | Rioux                   | Charente-Maritime | Nouvelle-Aquitaine         | classé     | Notice no PA00104860 | 45° 38′ 20″ nord, 0° 42′ 31″ ouest |       |
| Église Saint-Martin de Saint-Martin-de-Ré           | Saint-Martin-de-Ré      | Charente-Maritime | Nouvelle-Aquitaine         | classé     | Notice no PA00105208 | 46° 11′ 57″ nord, 1° 22′ 01″ ouest |       |
| Église Notre-Dame de Thézac                         | Thézac                  | Charente-Maritime | Nouvelle-Aquitaine         | classé     | Notice no PA00105285 | 45° 40′ 35″ nord, 0° 47′ 21″ ouest |       |
| Vieux pont                                          | Dinan                   | Côtes-d'Armor     | Bretagne                   | classé     | Notice no PA00089138 | 48° 27′ 21″ nord, 2° 02′ 53″ ouest |       |
| Oratoire de Saint-Guirec                            | Perros-Guirec           | Côtes-d'Armor     | Bretagne                   | classé     | Notice no PA00089386 | 48° 48′ 34″ nord, 3° 28′ 04″ ouest |       |
| Église Saint-Pierre de Frontenay-Rohan-Rohan        | Frontenay-Rohan-Rohan   | Deux-Sèvres       | Nouvelle-Aquitaine         | classé     | Notice no PA00101237 | 46° 15′ 21″ nord, 0° 32′ 24″ ouest |       |
| Église Saint-Hilaire de Limeyrat                    | Limeyrat                | Dordogne          | Nouvelle-Aquitaine         | classé     | Notice no PA00082616 | 45° 09′ 55″ nord, 0° 58′ 38″ est   |       |
| Chapelle de Ti Mamm Doué                            | Quimper                 | Finistère         | Bretagne                   | classé     | Notice no PA00090327 | 47° 59′ 50″ nord, 4° 05′ 28″ ouest |       |
| Remparts d'Aigues-Mortes                            | Aigues-Mortes           | Gard              | Occitanie                  | classé     | Notice no PA00102942 | 43° 33′ 03″ nord, 4° 11′ 01″ est   |       |
| Grotte Chabot                                       | Aiguèze                 | Gard              | Occitanie                  | classé     | Notice no PA00102945 | 44° 18′ 58″ nord, 4° 31′ 03″ est   |       |
| Tour Carbonnière                                    | Saint-Laurent-d'Aigouze | Gard              | Occitanie                  | classé     | Notice no PA00103223 | 43° 34′ 14″ nord, 4° 14′ 33″ est   |       |
| Fort Saint-André (Villeneuve-lès-Avignon)           | Villeneuve-lès-Avignon  | Gard              | Occitanie                  | classé     | Notice no PA00103306 | 43° 58′ 38″ nord, 4° 47′ 41″ est   |       |
| Couvent Sainte-Catherine de Colmar                  | Colmar                  | Haut-Rhin         | Grand Est                  | classé     | Notice no PA00085363 | 48° 06′ 36″ nord, 7° 23′ 05″ est   |       |
| Maison des chevaliers de Saint-Jean                 | Colmar                  | Haut-Rhin         | Grand Est                  | classé     | Notice no PA00085394 | 48° 06′ 36″ nord, 7° 23′ 05″ est   |       |
| Château de Saint-Léon-Pfalz                         | Eguisheim               | Haut-Rhin         | Grand Est                  | classé     | Notice no PA00085414 | 48° 02′ 14″ nord, 7° 18′ 02″ est   |       |
| Croix Saint-Martin de Breuvannes-en-Bassigny        | Breuvannes-en-Bassigny  | Haute-Marne       | Grand Est                  | classé     | Notice no PA00078972 | 48° 05′ 06″ nord, 5° 36′ 37″ est   |       |
| Croix de cimetière de Montlandon                    | Haute-Amance            | Haute-Marne       | Grand Est                  | classé     | Notice no PA00079067 | 47° 50′ 42″ nord, 5° 32′ 01″ est   |       |
| Croix de cimetière de Vignory                       | Vignory                 | Haute-Marne       | Grand Est                  | classé     | Notice no PA00079267 | 48° 16′ 32″ nord, 5° 05′ 22″ est   |       |
| Croix de la Périère                                 | Wassy                   | Haute-Marne       | Grand Est                  | classé     | Notice no PA00079289 | 48° 29′ 58″ nord, 4° 55′ 51″ est   |       |
| Croix de cimetière de Pesmes                        | Pesmes                  | Haute-Saône       | Bourgogne-Franche-Comté    | classé     | Notice no PA00102246 | 47° 17′ 30″ nord, 5° 34′ 22″ est   |       |
| Église Saint-Hilaire de Pesmes                      | Pesmes                  | Haute-Saône       | Bourgogne-Franche-Comté    | classé     | Notice no PA00102248 | 47° 17′ 30″ nord, 5° 34′ 22″ est   |       |
| Église Saint-Pierre et Saint-Étienne de Sarrancolin | Sarrancolin             | Hautes-Pyrénées   | Occitanie                  | classé     | Notice no PA00095421 | 42° 57′ 38″ nord, 0° 24′ 43″ est   |       |
| Église Saint-Pierre de Saint-Pierre-Toirac          | Saint-Pierre-Toirac     | Lot               | Occitanie                  | classé     | Notice no PA00095250 | 44° 32′ 12″ nord, 1° 57′ 13″ est   |       |
| Hôtel de Vaurs                                      | Agen                    | Lot-et-Garonne    | Nouvelle-Aquitaine         | classé     | Notice no PA00084047 | 44° 12′ 10″ nord, 0° 37′ 32″ est   |       |
| Église Sainte-Foy de Pujols                         | Pujols                  | Lot-et-Garonne    | Nouvelle-Aquitaine         | classé     | Notice no PA00084213 | 44° 22′ 14″ nord, 0° 41′ 54″ est   |       |
| Église Saint-Aubin des Ponts-de-Cé                  | Les Ponts-de-Cé         | Maine-et-Loire    | Pays de la Loire           | classé     | Notice no PA00109237 | 47° 25′ 38″ nord, 0° 30′ 46″ ouest |       |
| Hôtel de ville de Saumur                            | Saumur                  | Maine-et-Loire    | Pays de la Loire           | classé     | Notice no PA00109329 | 47° 16′ 03″ nord, 0° 04′ 59″ ouest |       |
| Hôtel de ville de Cassel                            | Cassel                  | Nord              | Hauts-de-France            | classé     | Notice no PA00107422 | 50° 47′ 44″ nord, 2° 29′ 39″ est   |       |
| Maison d'Ozé                                        | Alençon                 | Orne              | Normandie                  | classé     | Notice no PA00110706 | 48° 25′ 55″ nord, 0° 05′ 30″ est   |       |
| Hôtel de Guise (Alençon)                            | Alençon                 | Orne              | Normandie                  | classé     | Notice no PA00110695 | 48° 25′ 55″ nord, 0° 05′ 30″ est   |       |
| Église Saint-Jean de Glaine-Montaigut               | Glaine-Montaigut        | Puy-de-Dôme       | Auvergne-Rhône-Alpes       | classé     | Notice no PA00092133 | 45° 45′ 04″ nord, 3° 23′ 11″ est   |       |
| Château de Saint-Diéry                              | Saint-Diéry             | Puy-de-Dôme       | Auvergne-Rhône-Alpes       | classé     | Notice no PA00092351 | 45° 32′ 24″ nord, 3° 00′ 32″ est   |       |
| Église Saint-Priest de Volvic                       | Volvic                  | Puy-de-Dôme       | Auvergne-Rhône-Alpes       | classé     | Notice no PA00092480 | 45° 52′ 05″ nord, 3° 01′ 08″ est   |       |
| Cathédrale Saint-Vincent de Chalon-sur-Saône        | Chalon-sur-Saône        | Saône-et-Loire    | Bourgogne-Franche-Comté    | classé     | Notice no PA00113149 | 46° 47′ 24″ nord, 4° 51′ 07″ est   |       |
| Château de Cormatin                                 | Cormatin                | Saône-et-Loire    | Bourgogne-Franche-Comté    | classé     | Notice no PA00113246 | 46° 32′ 08″ nord, 4° 41′ 44″ est   |       |
| Conche Verte                                        | Olonne-sur-Mer          | Vendée            | Pays de la Loire           | classé     | Notice no PA00110192 | 46° 32′ 29″ nord, 1° 47′ 17″ ouest |       |